# Haboudange
Haboudange (Habudingen en allemand) est une commune française située dans le département de la Moselle en région Grand Est.

## Géographie
| Bellange     | Achain     | Pévange                |
| Dalhain      | Haboudange | Riche                  |
| Burlioncourt |            | Sotzeling Château-Voué |

### Hydrographie
La commune est située dans le bassin versant du Rhin au sein du bassin Rhin-Meuse. Elle est drainée par la Petite Seille, le fossé de Pousselin, le ruisseau de Bellange, le ruisseau de Dalhain, le ruisseau de la Bonne Fontaine et le ruisseau du Moulin.
La Petite Seille, d'une longueur totale de 25,5 km, prend sa source dans la commune de Racrange et se jette  dans la Seille à Salonnes, après avoir traversé 15 communes.

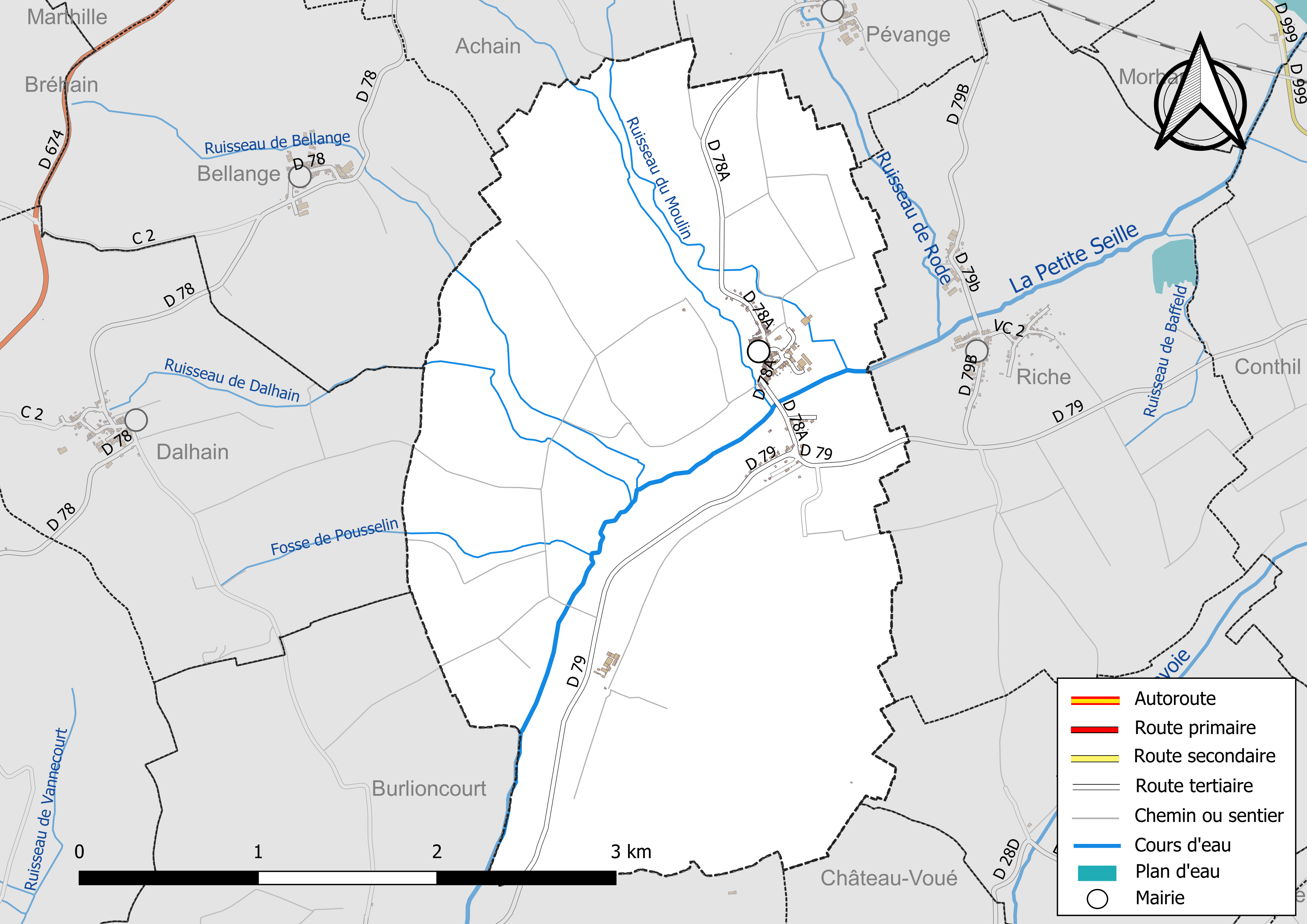
Réseaux hydrographique et routier d'Haboudange.

La qualité des eaux des principaux cours d’eau de la commune, notamment de la Petite Seille, peut être consultée sur un site spécial géré par les agences de l’eau et l’Agence française pour la biodiversité. Ainsi en 2020, dernière année d'évaluation disponible en 2022, l'état écologique de la Petite Seille était jugé médiocre (orange).

### Climat
Pour des articles plus généraux, voir Climat du Grand Est et Climat de la Moselle.
En 2010, le climat de la commune est de type climat des marges montargnardes, selon une étude du Centre national de la recherche scientifique s'appuyant sur une série de données couvrant la période 1971-2000. En 2020, Météo-France publie une typologie des climats de la France métropolitaine dans laquelle la commune est exposée à un climat semi-continental et est dans la région climatique  Lorraine, plateau de Langres, Morvan, caractérisée par un hiver rude (1,5 °C), des vents modérés et des brouillards fréquents en automne et hiver. 
Pour la période 1971-2000, la température annuelle moyenne est de 9,9 °C, avec une amplitude thermique annuelle de 17 °C. Le cumul annuel moyen de précipitations est de 821 mm, avec 11,7 jours de précipitations en janvier et 9,2 jours en juillet. Pour la période 1991-2020, la température moyenne annuelle observée sur la station météorologique de Météo-France la plus proche, « Rodalbe », sur la commune de Rodalbe à 7 km à vol d'oiseau, est de 10,6 °C et le cumul annuel moyen de précipitations est de 737,2 mm. 
La température maximale relevée sur cette station est de 38,7 °C, atteinte le 24 juillet 2019 ; la température minimale est de −18,1 °C, atteinte le 26 décembre 2010,,. 
Les paramètres climatiques de la commune ont été estimés pour le milieu du siècle (2041-2070) selon différents scénarios d'émission de gaz à effet de serre à partir des nouvelles projections climatiques de référence DRIAS-2020. Ils sont consultables sur un site spécial publié par Météo-France en novembre 2022.

## Urbanisme

### Typologie
Au 1er janvier 2024, Haboudange est catégorisée commune rurale à habitat dispersé, selon la nouvelle grille communale de densité à sept niveaux définie par l'Insee en 2022.
Elle est située hors unité urbaine. Par ailleurs la commune fait partie de l'aire d'attraction de Morhange, dont elle est une commune de la couronne,. Cette aire, qui regroupe 22 communes, est catégorisée dans les aires de moins de 50 000 habitants,.

### Occupation des sols
L'occupation des sols de la commune, telle qu'elle ressort de la base de données européenne d’occupation biophysique des sols Corine Land Cover (CLC), est marquée par l'importance des territoires agricoles (89,4 % en 2018), une proportion identique à celle de 1990 (89,4 %). La répartition détaillée en 2018 est la suivante : 
terres arables (62,1 %), prairies (20,8 %), forêts (10,6 %), zones agricoles hétérogènes (6,4 %). L'évolution de l’occupation des sols de la commune et de ses infrastructures peut être observée sur les différentes représentations cartographiques du territoire : la carte de Cassini (XVIIIe siècle), la carte d'état-major (1820-1866) et les cartes ou photos aériennes de l'IGN pour la période actuelle (1950 à aujourd'hui).

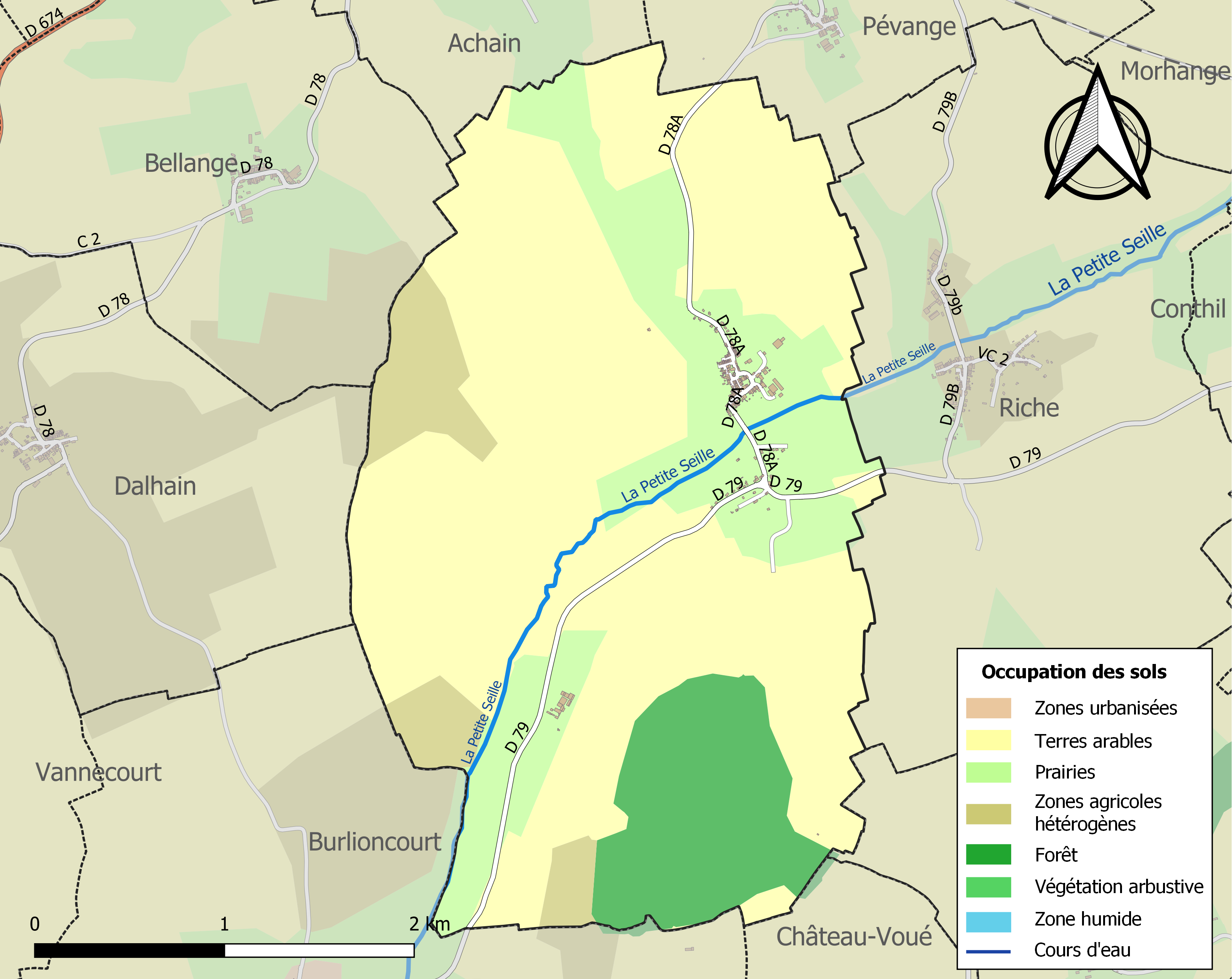
Carte des infrastructures et de l'occupation des sols de la commune en 2018 (CLC).

## Toponymie
- D'un nom de personne germanique Hawald suivi du suffixe -ing[14] francisé en -ange.
- Hauvoldingas[15] ou Hauuoldingas[16] (976), Habundanges (1120-1163), Gabondanges (1238-1260), Guebodenges (1255), Oudanges (1264), Auboudaingnes (1285), Hobeldingen ou Hoblingen (1424)[17], Auboudanges (1790), Haboudange (1793), Habudingen (1871-1918 et 1940-1944).
- Le village s'appelait autrefois en allemand Hoblingen[18].

## Histoire
Les premières traces de la commune remonte à 976. Au XVIIe siècle elle est un fief dépendant de la principauté épiscopale de Metz.
Le 25 septembre 1165 le chevalier Werner de Bollenden propriétaire du château (des évêques de Metz) échange le château à l’évêque Thierry qui est élu de Metz. À partir de la date d’échange l’évêque fit construire le château seigneurial qui devient sa résidence. De 1165 à 1170, et le centre d’une prévôté ainsi qu’une place forte de l’évêché.
- Le château était le siège de l'ancienne châtellenie épiscopale de Haboudange jusqu'à la Révolution.
- L'évêque Thierry bâtit le château dont il reste des murs, une tour ronde et le fossé.

## Politique et administration
| Période                                  | Période   | Identité         | Étiquette | Qualité |
| ---------------------------------------- | --------- | ---------------- | --------- | ------- |
| Les données manquantes sont à compléter. |           |                  |           |         |
| 1959                                     | mars 1995 | Louis Canteneur  |           |         |
| mars 1995                                | mars 2001 | Helmut Sandam    |           |         |
| mars 2001                                | mars 2008 | Daniel Catteloin |           |         |
| mars 2008                                | En cours  | Pierre Canteneur |           |         |

## Démographie
L'évolution du nombre d'habitants est connue à travers les recensements de la population effectués dans la commune depuis 1793. Pour les communes de moins de 10 000 habitants, une enquête de recensement portant sur toute la population est réalisée tous les cinq ans, les populations de référence des années intermédiaires étant quant à elles estimées par interpolation ou extrapolation. Pour la commune, le premier recensement exhaustif entrant dans le cadre du nouveau dispositif a été réalisé en 2005.

En 2022, la commune comptait 231 habitants, en évolution de −14,44 % par rapport à 2016 (Moselle : +0,52 %, France hors Mayotte : +2,11 %).
| 1793 | 1800 | 1806 | 1821 | 1831 | 1836 | 1841 | 1846 | 1851 |
| ---- | ---- | ---- | ---- | ---- | ---- | ---- | ---- | ---- |
| 444  | 421  | 461  | 498  | 514  | 502  | 511  | 512  | 506  |

| 1856 | 1861 | 1871 | 1875 | 1880 | 1885 | 1890 | 1895 | 1900 |
| ---- | ---- | ---- | ---- | ---- | ---- | ---- | ---- | ---- |
| 518  | 493  | 431  | 427  | 456  | 422  | 405  | 394  | 371  |

| 1905 | 1910 | 1921 | 1926 | 1931 | 1936 | 1946 | 1954 | 1962 |
| ---- | ---- | ---- | ---- | ---- | ---- | ---- | ---- | ---- |
| 380  | 381  | 342  | 330  | 293  | 283  | 275  | 263  | 242  |

| 1968 | 1975 | 1982 | 1990 | 1999 | 2005 | 2006 | 2010 | 2015 |
| ---- | ---- | ---- | ---- | ---- | ---- | ---- | ---- | ---- |
| 219  | 202  | 224  | 224  | 239  | 264  | 262  | 271  | 270  |

| 2020 | 2022 | - | - | - | - | - | - | - |
| ---- | ---- | - | - | - | - | - | - | - |
| 235  | 231  | - | - | - | - | - | - | - |

## Culture locale et patrimoine

### Lieux et monuments

#### Édifices civils
- Château antérieur à 1164, réédifié au XIIIe siècle. Au XVIe siècle, une partie de ses défenses est supprimée pour construire la maison seigneuriale. Il appartient à la seconde génération des châteaux en Lorraine, aménagé en résidence à partir de 1578. Le logis est totalement repercé en 1835.

L'ancienne motte et le logis du XVIe siècle du château, situés au 44 rue Principale, sont inscrits au titre des monuments historiques par arrêté du 27 février 1996.
- Vestiges de villas romaines.
- Château des évêques de Metz. Site castral, antérieur à 1164, motte ; logis, réédifié au XIIIe siècle. Au XVIe siècle, une partie de ses défenses est supprimée pour construire la maison seigneuriale. Il appartient à la seconde génération des châteaux en Lorraine, aménagé en résidence à partir de 1578. Logis totalement repercé en 1835.
- Château Ravida XVIe siècle, remanié XVIIIe siècle : façade Sud du château XVIIe siècle.

#### Édifice religieux
- Église Saint-Laurent XVIIIe siècle, de style grange.